# Harry Buser
Harry Paul Buser (* 15. November 1928 in Schaffhausen, heimatberechtigt in Basel, Känerkinden und Zürich; † 12. Juli 2016 in Winterthur) war ein Schweizer Maler, Zeichner, Grafiker, Lithograf und Kunstpädagoge.

## Leben und Werk
Harry Buser besuchte die Kantonsschule Schaffhausen und wurde vom Künstler und Zeichenlehrer Werner Schaad unterrichtet. Von 1947 bis 1948 besucht er den Vorkurs an der Kunstgewerbeschule Zürich. Seine Lehrer waren Otto Morach und Walter Binder. 1948 und 1949 hielt sich Buser in Paris auf und hatte u. a. Kontakt zu Georges Vantongerloo. Ab 1950 war er als freischaffender Künstler tätig und unterrichtete an der Kunstgewerbeschule Zürich. 
Buser erhielt 1956 den Studien- und Werkbeitrag des Kantons Zürich, 1957 den Georg Fischer-Preis, 1958 den Conrad-Ferdinand-Meyer-Preis und 1965 ein Eidgenössisches Kunststipendium.